# Musée de la résistance d'Amsterdam
Le musée de la résistance d'Amsterdam (en néerlandais : Verzetsmuseum Amsterdam) est un musée de la ville d'Amsterdam situé dans l'ancien quartier juif du Plantage, en face du zoo de l'Artis. Comme son nom l'indique, il retrace l'histoire de la Résistance de la population néerlandaise durant la Seconde Guerre mondiale, entre le 14 mai 1940 et le 5 mai 1945, dates de l'occupation des Pays-Bas par l'Allemagne nazie.
La collection permanente recréée l'atmosphère des rues d'Amsterdam durant l'occupation, au travers d'une collection de grandes photographies, d'affiches, d'objets, films et bandes sonores. L'exposition se concentre donc sur la vie quotidienne des Néerlandais durant la guerre, mais également sur certains événements exceptionnels tels que la résistance de la population et certains actes d'héroïsme.